# Kristina Ekero Eriksson
Joan Kristina Anne Ekero Eriksson, ogift Svensson, född 30 april 1969 i Vallentuna församling, Uppland i Stockholms län, är en svensk vetenskapsjournalist, författare och programledare. 
Kristina Ekero Eriksson är filosofie kandidat i arkeologi och historia. Hon har varit verksam som intendent på Statens historiska museer och Skoklosters slott samt driver ett företag (Tidsresan AB) som förmedlar historia i form av föredrag, böcker, artiklar, informationsuppdrag samt TV- och radioproduktioner.
År 2012 fick hon en utmärkelse från Kungl. Gustav Adolfs Akademien för svensk folkkultur, Gösta Bergs minnesfond, för "synpunktsrik tolkning av livsöden och levnadsmönster i Märta Helena Reenstiernas dagbok från Årsta gård 1793–1839".
År 2022 erhöll hennes bok Vikingatidens vagga första pris i Årets bok svensk historia 2021, utsedd av Nättidningen Svensk Historia.
Kristina Ekero Eriksson bär det tillagda namnet Ekero som förnamn. Hon är gift med historikern Bo Eriksson.

## Bokförteckning
- Vikingaliv (Natur & Kultur 2007) – tillsammans med Dick Harrison
- Modet genom tiderna (Bonnier utbildning 2007)
- Årstafruns dolda dagböcker (Norstedts 2010)
- Flicka, fröken, fru – om Agneta Horn (Bonnier utbildning 2011)
- Skeppet Vasa (Bonnier utbildning 2011)
- Gamla Uppsala – människor och makt i högarnas skugga (Norstedts 2018)
- Vikingatidens vagga i vendeltidens värld (Natur & Kultur 2021)
- Säljägarna i Tråsättra (SHM 2022)
- Historien om Sverige (Bonnier Fakta 2023) tillsammans med Bo Eriksson
- Förbindelsen – Marie Antoinette och Axel von Fersen (Norstedts 2025)

### Artiklar/antologibidrag
- Täby i vikingatid (Skrift från Täby hembygdsförening)
- Perspektiv på historien (red. Lars Nyström, Gleerups 2014), lärobok i socialhistoria för gymnasiet
- Folktro: en besjälad värld (red. Kurt Almqvist och Lotta Gröning, Bokförlaget Stolpe 2022)

### Nomineringar
- Årets bok om svensk historia 2007 – (Vikingaliv, medförfattare Dick Harrison) – utsedd av nättidningen Svensk historias läsare (2:a plats)
- Årets bok om svensk historia 2010 – (Årstafruns dolda dagböcker) – utsedd av nättidningen Svensk historias läsare (3:e plats)
- Årets bok om svensk historia 2018 – (Gamla Uppsala – människor och makt i högarnas skugga) – utsedd av nättidningen Svensk historias läsare (2:a plats)
- Årets bok om svensk historia 2021 – (Vikingatidens vagga – i vendeltidens värld) – utsedda av nättidningen Svensk historias läsare (1:a plats)

## TV-produktioner
- Hjärnkontoret, SVT 2003
- En tavlas hemlighet, 9 avsnitt, SVT 2016
- En bok, en författare, UR 2010
- Vem tror du att du är Stefan Holm, SVT 2016
- Sanningen om vikingar, programledare, SVT 2016
- Vikingarnas riken, programledare, SVT 2017
- Trettioåriga kriget – Sveriges skräckvälde i Europa, programledare – tillsammans med Bo Eriksson, SVT 2018